# Diplosiacanthia
Diplosiacanthia is een geslacht van wantsen uit de familie van de Reduviidae (Roofwantsen). Het geslacht werd voor het eerst wetenschappelijk beschreven door Breddin in 1903.

## Soorten
Het genus bevat de volgende soorten:

- Diplosiacanthia burgeoni (Schouteden, 1944)
- Diplosiacanthia monticola Breddin, 1903